# Phylloicus spectabilis
Phylloicus spectabilis är en nattsländeart som beskrevs av Martynov 1912. Phylloicus spectabilis ingår i släktet Phylloicus och familjen Calamoceratidae. Inga underarter finns listade i Catalogue of Life.